# Grand Prix Formule 1 van Australië 2015
De Grand Prix Formule 1 van Australië 2015 werd gehouden op 15 maart 2015 op het Albert Park Street Circuit. Het was de eerste race van het kampioenschap in 2015.

## Wedstrijdverslag

### Achtergrond

#### Rijderswisseling McLaren
In de tweede testsessie voorafgaand aan het seizoen op het Circuit de Barcelona-Catalunya op 22 februari crashte McLaren-coureur Fernando Alonso zwaar in een muur, waardoor hij enkele dagen in het ziekenhuis moest doorbrengen. Later bleek dat hij niet op tijd hersteld zou zijn voor de eerste race van het seizoen. Hij werd vervangen door testcoureur Kevin Magnussen.

#### Rechtszaak Sauber
Op 5 maart, tien dagen voor de race, werd bekend dat Giedo van der Garde een rechtszaak tegen zijn voormalige team Sauber had aangespannen omdat het team zijn contract niet respecteerde. Hij zou oorspronkelijk voor het team racen in het seizoen 2015, maar tijdens de winter werd bekend dat Marcus Ericsson en Felipe Nasr voor het team zouden rijden. Op woensdag 11 maart besliste een Australische rechter dat het team Van der Garde moet laten racen, maar het team ging hiertegen in beroep. Een dag later werd dit beroep afgewezen en dwong Van der Garde het team om een stoeltje voor hem te laten maken. Ondanks dat van der Garde op vrijdag in een raceoverall op het circuit verscheen, kwam hij niet in actie tijdens de vrije trainingen omdat zijn racelicentie nog niet op orde was. Op zaterdag werd bekend dat Van der Garde een overeenstemming bereikte met Sauber om niet te racen in Australië. Beide partijen bleven echter wel met elkaar in gesprek om een oplossing te vinden voor de rest van het seizoen.

#### DRS-systeem
Voor het DRS-systeem werd, net als in 2014, één detectiepunt gebruikt voor twee DRS-zones. Dit detectiepunt lag na bocht 16, waarna op het rechte stuk van start/finish en het rechte stuk na bocht 2 het systeem mocht worden gebruikt. Wanneer een coureur bij dit detectiepunt binnen een seconde achter een andere coureur reed, mocht hij zijn achtervleugel open zetten.

### Kwalificatie
Regerend wereldkampioen Lewis Hamilton behaalde voor Mercedes de eerste pole position van het seizoen en hield daarmee zijn teamgenoot Nico Rosberg achter zich. Williams-coureur Felipe Massa kwalificeerde zich als derde, voor de Ferrari's van Sebastian Vettel en Kimi Räikkönen en teamgenoot Valtteri Bottas. Daniel Ricciardo kwalificeerde zich voor Red Bull als zevende, waarbij hij de vierde startrij deelt met Toro Rosso-debutant Carlos Sainz jr. Het Lotus-duo Romain Grosjean en Pastor Maldonado sloot de top 10 af. Max Verstappen, op zondag 15 maart de jongste Formule 1-debutant aller tijden, kwalificeerde zich voor Toro Rosso als twaalfde.
Het Manor F1 Team, dat pas enkele weken voor de start van het seizoen de zekerheid kreeg dat het naar Australië af kon reizen, kwam vanwege tijdgebrek niet in actie tijdens de kwalificatie met hun coureurs Will Stevens en Roberto Merhi, wat betekent dat ze ook niet deelnemen aan de race.
Tijdens de kwalificatie liep Valtteri Bottas een rugblessure op. Na consultie in een ziekenhuis kreeg hij geen toestemming om de race te starten.

### Race
De eerste race van het seizoen werd gewonnen door Lewis Hamilton, die zijn teamgenoot Nico Rosberg achter zich liet. Sebastian Vettel maakte in zijn eerste race voor Ferrari het podium compleet, nadat hij Felipe Massa inhaalde tijdens de pitstops. Sauber-coureur Felipe Nasr maakte in zijn debuutrace een goede start, wat hem uiteindelijk de vijfde plaats opleverde, nog voor Daniel Ricciardo. Nico Hülkenberg eindigde voor Force India als zevende. Marcus Ericsson wist voor Sauber met een achtste plaats zijn eerste Formule 1-punten te behalen nadat hij in de slotfase de debuterende Carlos Sainz jr. wist te passeren. Het laatste punt ging naar de Force India van Sergio Pérez, die ondanks een touché met de McLaren van Jenson Button door kon rijden. Max Verstappen leek lang onderweg naar punten in zijn debuutrace, totdat hij in de 32e ronde een motorprobleem kreeg en zijn auto langs de baan moest zetten.
Op weg naar de grid vielen de McLaren van Kevin Magnussen en de Red Bull van Daniil Kvjat stil. Bij Magnussen kwam rook uit de uitlaat, terwijl Kvjat versnellingsbakproblemen kende.

## Vrije trainingen
- Er wordt enkel de top 5 weergegeven.

| Vrije training 1 | Pos | No | Coureur          | Constructeur       | Tijd     |
| ---------------- | --- | -- | ---------------- | ------------------ | -------- |
| Vrije training 1 | 1   | 6  | Nico Rosberg     | Mercedes           | 1:29.557 |
| Vrije training 1 | 2   | 44 | Lewis Hamilton   | Mercedes           | 1:29.586 |
| Vrije training 1 | 3   | 77 | Valtteri Bottas  | Williams-Mercedes  | 1:30.748 |
| Vrije training 1 | 4   | 55 | Carlos Sainz jr. | Toro Rosso-Renault | 1:31.014 |
| Vrije training 1 | 5   | 5  | Sebastian Vettel | Ferrari            | 1:31.029 |
| Vrije training 2 | Pos | No | Coureur          | Constructeur       | Tijd     |
| Vrije training 2 | 1   | 6  | Nico Rosberg     | Mercedes           | 1:27.697 |
| Vrije training 2 | 2   | 44 | Lewis Hamilton   | Mercedes           | 1:27.797 |
| Vrije training 2 | 3   | 5  | Sebastian Vettel | Ferrari            | 1:28.412 |
| Vrije training 2 | 4   | 7  | Kimi Räikkönen   | Ferrari            | 1:28.842 |
| Vrije training 2 | 5   | 77 | Valtteri Bottas  | Williams-Mercedes  | 1:29.265 |
| Vrije training 3 | Pos | No | Coureur          | Constructeur       | Tijd     |
| Vrije training 3 | 1   | 44 | Lewis Hamilton   | Mercedes           | 1:27.867 |
| Vrije training 3 | 2   | 5  | Sebastian Vettel | Ferrari            | 1:28.563 |
| Vrije training 3 | 3   | 6  | Nico Rosberg     | Mercedes           | 1:28.821 |
| Vrije training 3 | 4   | 77 | Valtteri Bottas  | Williams-Mercedes  | 1:28.912 |
| Vrije training 3 | 5   | 19 | Felipe Massa     | Williams-Mercedes  | 1:28.988 |

Testcoureurs:
geen

## Kwalificatie
| Pos                 | No | Coureur          | Constructeur          | Q1        | Q2       | Q3       | Grid |
| ------------------- | -- | ---------------- | --------------------- | --------- | -------- | -------- | ---- |
| 1                   | 44 | Lewis Hamilton   | Mercedes              | 1:28.586  | 1:26.894 | 1:26.327 | 1    |
| 2                   | 6  | Nico Rosberg     | Mercedes              | 1:28.906  | 1:27.097 | 1:26.921 | 2    |
| 3                   | 19 | Felipe Massa     | Williams-Mercedes     | 1:29.246  | 1:27.895 | 1:27.718 | 3    |
| 4                   | 5  | Sebastian Vettel | Ferrari               | 1:29.307  | 1:27.742 | 1:27.757 | 4    |
| 5                   | 7  | Kimi Räikkönen   | Ferrari               | 1:29.754  | 1:27.807 | 1:27.790 | 5    |
| 6                   | 77 | Valtteri Bottas  | Williams-Mercedes     | 1:29.641  | 1:27.796 | 1:28.087 | DNS  |
| 7                   | 3  | Daniel Ricciardo | Red Bull-Renault      | 1:29.788  | 1:28.679 | 1:28.329 | 6    |
| 8                   | 55 | Carlos Sainz jr. | Toro Rosso-Renault    | 1:29.597  | 1:28.601 | 1:28.510 | 7    |
| 9                   | 8  | Romain Grosjean  | Lotus-Mercedes        | 1:29.537  | 1:28.589 | 1:28.560 | 8    |
| 10                  | 13 | Pastor Maldonado | Lotus-Mercedes        | 1:29.847  | 1:28.726 | 1:29.480 | 9    |
| 11                  | 12 | Felipe Nasr      | Sauber-Ferrari        | 1:30.430  | 1:28.800 |          | 10   |
| 12                  | 33 | Max Verstappen   | Toro Rosso-Renault    | 1:29.248  | 1:28.868 |          | 11   |
| 13                  | 26 | Daniil Kvjat     | Red Bull-Renault      | 1:30.402  | 1:29.070 |          | 12   |
| 14                  | 27 | Nico Hülkenberg  | Force India-Mercedes  | 1:29.651  | 1:29.208 |          | 13   |
| 15                  | 11 | Sergio Pérez     | Force India-Mercedes  | 1:29.990  | 1:29.209 |          | 14   |
| 16                  | 9  | Marcus Ericsson  | Sauber-Ferrari        | 1:31.376  |          |          | 15   |
| 17                  | 22 | Jenson Button    | McLaren-Honda         | 1:31.422  |          |          | 16   |
| 18                  | 20 | Kevin Magnussen  | McLaren-Honda         | 1:32.037  |          |          | 17   |
| 107% tijd: 1:34.787 |    |                  |                       |           |          |          |      |
| WD                  | 28 | Will Stevens     | Manor F1 Team-Ferrari | geen tijd |          |          | WD   |
| WD                  | 98 | Roberto Merhi    | Manor F1 Team-Ferrari | geen tijd |          |          | WD   |

## Race
| Pos | No | Coureur          | Constructeur          | Rondes | Tijd/Oorzaak uitval      | Grid | Punten |
| --- | -- | ---------------- | --------------------- | ------ | ------------------------ | ---- | ------ |
| 1   | 44 | Lewis Hamilton   | Mercedes              | 58     | 1:31:54.067              | 1    | 25     |
| 2   | 6  | Nico Rosberg     | Mercedes              | 58     | +1.360                   | 2    | 18     |
| 3   | 5  | Sebastian Vettel | Ferrari               | 58     | +34.523                  | 4    | 15     |
| 4   | 19 | Felipe Massa     | Williams-Mercedes     | 58     | +38.196                  | 3    | 12     |
| 5   | 12 | Felipe Nasr      | Sauber-Ferrari        | 58     | +1:35.149                | 10   | 10     |
| 6   | 3  | Daniel Ricciardo | Red Bull-Renault      | 57     | +1 ronde                 | 6    | 8      |
| 7   | 27 | Nico Hülkenberg  | Force India-Mercedes  | 57     | +1 ronde                 | 13   | 6      |
| 8   | 9  | Marcus Ericsson  | Sauber-Ferrari        | 57     | +1 ronde                 | 15   | 4      |
| 9   | 55 | Carlos Sainz jr. | Toro Rosso-Renault    | 57     | +1 ronde                 | 7    | 2      |
| 10  | 11 | Sergio Pérez     | Force India-Mercedes  | 57     | +1 ronde                 | 14   | 1      |
| 11  | 22 | Jenson Button    | McLaren-Honda         | 56     | +2 ronden                | 16   |        |
| DNF | 7  | Kimi Räikkönen   | Ferrari               | 40     | Los Wiel                 | 5    |        |
| DNF | 33 | Max Verstappen   | Toro Rosso-Renault    | 32     | Motor                    | 11   |        |
| DNF | 8  | Romain Grosjean  | Lotus-Mercedes        | 0      | Motor/technisch probleem | 8    |        |
| DNF | 13 | Pastor Maldonado | Lotus-Mercedes        | 0      | Ongeluk                  | 9    |        |
| DNS | 26 | Daniil Kvjat     | Red Bull-Renault      |        | Versnellingsbak          | 12   |        |
| DNS | 20 | Kevin Magnussen  | McLaren-Honda         |        | Uitlaat                  | 17   |        |
| DNS | 77 | Valtteri Bottas  | Williams-Mercedes     |        | Blessure                 |      |        |
| WD  | 28 | Will Stevens     | Manor F1 Team-Ferrari |        | Teruggetrokken           |      |        |
| WD  | 98 | Roberto Merhi    | Manor F1 Team-Ferrari |        | Teruggetrokken           |      |        |

## Tussenstanden na de Grand Prix

### Coureurs
| Positie | Nummer | Rijder           | Team              | Punten |
| ------- | ------ | ---------------- | ----------------- | ------ |
| 1       | 44     | Lewis Hamilton   | Mercedes          | 25     |
| 2       | 6      | Nico Rosberg     | Mercedes          | 18     |
| 3       | 5      | Sebastian Vettel | Ferrari           | 15     |
| 4       | 19     | Felipe Massa     | Williams-Mercedes | 12     |
| 5       | 12     | Felipe Nasr      | Sauber-Ferrari    | 10     |

### Constructeurs
| Positie | Team              | Punten |
| ------- | ----------------- | ------ |
| 1       | Mercedes          | 43     |
| 2       | Ferrari           | 15     |
| 3       | Sauber-Ferrari    | 14     |
| 4       | Williams-Mercedes | 12     |
| 5       | Red Bull-Renault  | 8      |